# Dylan Guenther
Dylan Guenther (né le 10 avril 2003 à Edmonton, dans la province de l'Alberta, au Canada) est un joueur canadien de hockey sur glace. Il évolue à la position d'ailier droit.

## Biographie

### Jeunesse
Guenther apprend à jouer au hockey en Alberta. Lors de la saison 2016-2017, il inscrit cinquante-quatre points avec l’équipe AAA de KC Squires. De 2017 à 2019, il évolue pour l’équipe de Northern Alberta en U15, U16 et U17. Il inscrit cent soixante-quatre points en soixante-et-un matchs de saison régulière.

### Carrière junior
Choisi au premier du repêchage de la Ligue de hockey de l'Ouest en 2018 par les Oil Kings d'Edmonton, il fait ses débuts avec eux le 2 novembre 2018 lors d’une rencontre face aux Pats de Regina.
Il s’impose véritablement la saison suivante, disputant cinquante-huit matchs, récoltant cinquante-neuf points et remportant le trophée Jim-Piggott en tant que meilleur joueur recrue de la ligue et est nommé Assistant capitaine dès la saison suivante,.

### Carrière professionnelle
En prévision du repêchage de 2021, la centrale de recrutement de la LNH le classe au cinquième rang des espoirs nord-américains chez les patineurs. Il est finalement sélectionné au 9e rang par les Coyotes de l'Arizona.

### En équipe nationale
Guenther représente le Canada au niveau international. Lors du Défi mondial des moins de 17 ans en 2019, il finit à la 4e place avec l’équipe blanche du Canada. Il remporte le championnat du monde des moins de 18 ans en 2021.

## Statistiques

### En club
| Saison     | Équipe                        | Ligue      |    | Saison régulière | Saison régulière | Saison régulière | Saison régulière | Saison régulière |    | Séries éliminatoires | Séries éliminatoires | Séries éliminatoires | Séries éliminatoires | Séries éliminatoires |
| Saison     | Équipe                        | Ligue      | PJ | B                | A                | Pts              | Pun              | PJ               | B  | A                    | Pts                  | Pun                  |                      |                      |
| 2016-2017  | KC Squires AAA                | AMBHL      | 34 | 34               | 20               | 54               | 20               | 2                | 2  | 1                    | 3                    | 0                    |                      |                      |
| 2017-2018  | Northern Alberta U15 Prep     | CSSHL U15  | 30 | 56               | 47               | 103              | 20               | 4                | 2  | 4                    | 6                    | 4                    |                      |                      |
| 2017-2018  | Northern Alberta Elite 15s    | CSSHL U16  | 3  | 1                | 2                | 3                | 0                |                  |    |                      |                      |                      |                      |                      |
| 2018-2019  | Northern Alberta X-Treme Prep | CSSHL U18  | 28 | 32               | 26               | 58               | 32               | 5                | 9  | 7                    | 16                   | 2                    |                      |                      |
| 2018-2019  | Oil Kings d'Edmonton          | LHOu       | 8  | 3                | 1                | 4                | 0                | 3                | 0  | 0                    | 0                    | 0                    |                      |                      |
| 2019-2020  | Oil Kings d'Edmonton          | LHOu       | 58 | 26               | 33               | 59               | 22               |                  |    |                      |                      |                      |                      |                      |
| 2020-2021  | Oil Kings d'Edmonton          | LHOu       | 12 | 12               | 12               | 24               | 2                |                  |    |                      |                      |                      |                      |                      |
| 2020-2021  | Crusaders de Sherwood Park    | AJHL       | 4  | 3                | 2                | 5                | 12               |                  |    |                      |                      |                      |                      |                      |
| 2021-2022  | Oil Kings d'Edmonton          | LHOu       | 59 | 45               | 46               | 91               | 45               |                  |    |                      |                      |                      |                      |                      |
| 2022-2023  | Thunderbirds de Seattle       | LHOu       | 20 | 13               | 16               | 29               | 18               | 19               | 16 | 12                   | 28                   | 12                   |                      |                      |
| 2022-2023  | Coyotes de l'Arizona          | LNH        | 33 | 6                | 9                | 15               | 10               | -                | -  | -                    | -                    | -                    |                      |                      |
| 2023-2024  | Roadrunners de Tucson         | LAH        | 29 | 10               | 18               | 28               | 20               | 2                | 1  | 0                    | 1                    | 0                    |                      |                      |
| 2023-2024  | Coyotes de l’Arizona          | LNH        | 45 | 18               | 17               | 35               | 14               | -                | -  | -                    | -                    | -                    |                      |                      |
| 2024-2025  | Club de hockey de l'Utah      | LNH        | 17 | 0                | 2                | 2                | 22               | -                | -  | -                    | -                    | -                    |                      |                      |
| Totaux LNH | Totaux LNH                    | Totaux LNH | 78 | 24               | 26               | 50               | 24               | -                | -  | -                    | -                    | -                    |                      |                      |

### En équipe nationale
| Année | Équipe        | Compétition                          |    | PJ | B | A  | Pts | Pun                     |  | Résultat |
| 2019  | Canada        | Défi mondial des moins de 17 ans     | 6  | 3  | 0 | 3  | 2   | 4e place                |  |          |
| 2021  | Canada        | Championnat du monde moins de 18 ans | 7  | 4  | 3 | 7  | 0   | Médaille d'or           |  |          |
| 2022  | Canada junior | Championnat du monde junior          | 2  | 0  | 2 | 2  | 0   | Compétition interrompue |  |          |
| 2023  | Canada junior | Championnat du monde junior          | 7  | 7  | 3 | 10 | 4   | Médaille d'or           |  |          |
| 2024  | Canada        | Championnat du monde                 | 10 | 1  | 3 | 4  | 4   | 4e place                |  |          |

## Transactions
- 11 mai 2018 : acquis par les Oil Kings d'Edmonton des Northern Alberta U15 Prep[9].
- 30 octobre 2020 : prêté par les Oil Kings aux Crusaders de Sherwood Park[3].
- 30 juillet 2021 : signe son contrat d'entrée dans la LNH avec les Coyotes de l'Arizona[10].

## Trophées et honneurs

### Ligue de hockey de l'Ouest (LHOu)
- 2019-2020 : récipiendaire du trophée Jim-Piggott en tant que meilleur joueur recrue
- 2020-2021 : nommé Assistant capitaine des Oil Kings d'Edmonton